# جنگل خزان‌دار معتدله

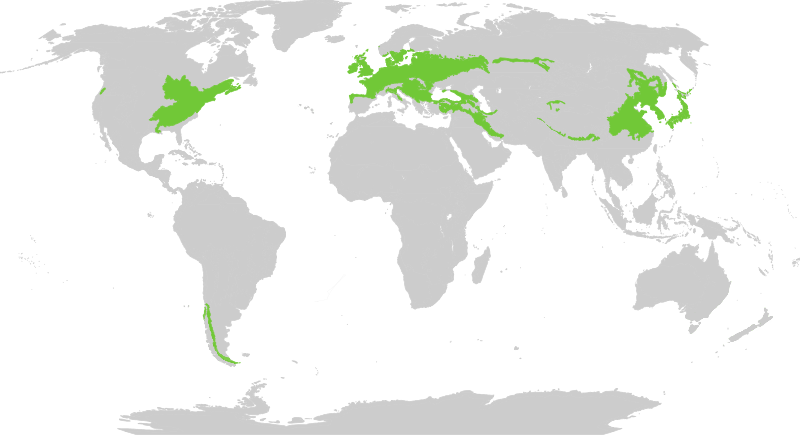
پراکنش جهانی زیست‌بوم جنگل خزان‌دار معتدله

جنگل خزان‌دار معتدله یا جنگل برگ‌ریز معتدله (انگلیسی: Temperate deciduous forest) عنوانی است انتساب داده‌شده به جنگل‌های معتدله واقع در مناطق معتدل که عمده پوشش گیاهی آن شامل درختانی است که هر ساله برگ‌های خود را از دست می‌دهند. جنگل برگ‌ریز معتدله مختص مناطقی است با تابستان‌های مرطوب و زمستان‌های نسبتاً سرد. ۶ منطقه اصلی از این نوع جنگل در نیم‌کره شمالی زمین وجود دارد.